# Эдгар (округ)
Э́дгар (англ. Edgar County) — округ в штате Иллинойс, США. Официально образован 3 января 1823 года. По состоянию на 2010 год, численность населения составляла 18 576 человек.

## География
По данным Бюро переписи США, общая площадь округа равняется 1 616,162 км2, из которых 1 613,572 км2 — суша, и 0,600 км2, или 0,100 % — это водоёмы.

## Население
По данным переписи населения 2000 года в округе проживает 19 704 жителя в составе 7874 домашних хозяйств и 5322 семей. Плотность населения составляет 12,00 человек на км2. На территории округа насчитывается 8611 жилых строений, при плотности застройки около 5,00-ти строений на км2. Расовый состав населения: белые — 97,12 %, афроамериканцы — 1,84 %, коренные американцы (индейцы) — 0,19 %, азиаты — 0,19 %, гавайцы — 0,01 %, представители других рас — 0,25 %, представители двух или более рас — 0,40 %. Испаноязычные составляли 0,78 % населения независимо от расы.
В составе 29,90 % из общего числа домашних хозяйств проживают дети в возрасте до 18 лет, 54,00 % домашних хозяйств представляют собой супружеские пары, проживающие вместе, 9,60 % домашних хозяйств представляют собой одиноких женщин без супруга, 32,40 % домашних хозяйств не имеют отношения к семьям, 28,50 % домашних хозяйств состоят из одного человека, 14,70 % домашних хозяйств состоят из престарелых (65 лет и старше), проживающих в одиночестве. Средний размер домашнего хозяйства составляет 2,40 человека, и средний размер семьи — 2,93 человека.
Возрастной состав округа: 23,90 % — моложе 18 лет, 8,30 % — от 18 до 24, 27,00 % — от 25 до 44, 23,20 % — от 45 до 64, и 23,20 % — от 65 и старше. Средний возраст жителя округа — 39 лет. На каждые 100 женщин приходится 95,10 мужчин. На каждые 100 женщин старше 18 лет приходится 93,40 мужчин.
Средний доход на домохозяйство в округе составлял 35 203 USD, на семью — 41 245 USD. Среднестатистический заработок мужчины был 30 214 USD против 21 097 USD для женщины. Доход на душу населения составлял 17 857 USD. Около 7,60 % семей и 10,50 % общего населения находились ниже черты бедности, в том числе — 14,20 % молодежи (тех, кому ещё не исполнилось 18 лет) и 9,90 % тех, кому было уже больше 65 лет.